# Vicariato apostolico di Bengasi

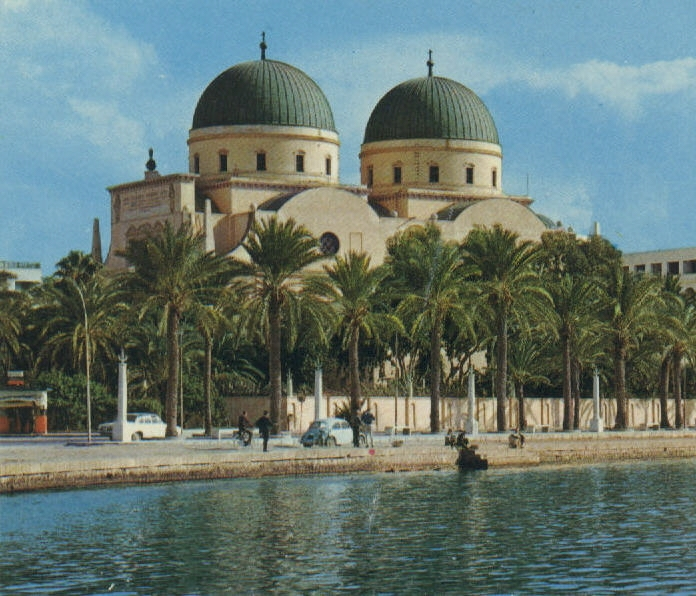
L'ex cattedrale di Bengasi

Il vicariato apostolico di Bengasi (in latino Vicariatus Apostolicus Berenicensis) è una sede della Chiesa cattolica in Libia immediatamente soggetta alla Santa Sede. Nel 2022 contava 530 battezzati su 1.535.000 abitanti. È retto dal vescovo Sandro Overend Rigillo, O.F.M.

## Territorio
Il vicariato apostolico comprende la città di Bengasi, dove funge da procattedrale la chiesa di Maria Immacolata. L'antica cattedrale del Santissimo Nome di Gesù, costruita tra il 1929 ed il 1939, è stata chiusa nel 1977.
Il territorio è suddiviso in 6 parrocchie.

## Storia
Il vicariato apostolico di Cirenaica fu eretto il 3 febbraio 1927 con il breve Divinitus Nobis di papa Pio XI, ricavandone il territorio dal vicariato apostolico della Libia, che contestualmente assunse il nome di vicariato apostolico della Tripolitania (oggi vicariato apostolico di Tripoli).
Il 22 giugno 1939 ha ceduto una porzione del suo territorio a vantaggio dell'erezione del vicariato apostolico di Derna e contestualmente ha assunto il nome attuale. Dal 1951 il vicario apostolico di Bengasi amministra anche il vicariato apostolico di Derna.
Il 21 settembre 1970 l'allora vicario apostolico, Giustino Pastorino, fu espulso e fece rientro in Italia stabilendosi a Genova. Il 10 marzo 1997 la ripresa dei rapporti diplomatici tra la Santa Sede e il governo di Muʿammar Gheddafi permise la nomina del nuovo vicario, Sylvester Carmel Magro, già vicario delegato a Tripoli, che ebbe il permesso di stabilirsi in città.

## Cronotassi dei vescovi
Si omettono i periodi di sede vacante non superiori ai 2 anni o non storicamente accertati.
- Bernardino Vitale Bigi, O.F.M. † (4 febbraio 1927 - 19 aprile 1930 deceduto)
- Candido Domenico Moro, O.F.M. † (14 luglio 1931 - 1950 dimesso)
- Ernesto Aurelio Ghiglione, O.F.M. † (5 luglio 1951 - 8 giugno 1964 deceduto)
- Giustino Giulio Pastorino, O.F.M. † (11 gennaio 1965 - 10 marzo 1997 ritirato)
- Sylvester Carmel Magro, O.F.M. † (10 marzo 1997 - 14 febbraio 2016 ritirato)
  - Sede vacante (2016-2023)[5]
- Sandro Overend Rigillo, O.F.M., dal 16 luglio 2023

## Statistiche
Il vicariato apostolico nel 2022 su una popolazione di 1.535.000 persone contava 530 battezzati, corrispondenti allo 0,0% del totale.
| anno | popolazione | popolazione | popolazione | presbiteri | presbiteri | presbiteri | presbiteri                | diaconi | religiosi | religiosi | parrocchie |
| anno | battezzati  | totale      | %           | numero     | secolari   | regolari   | battezzati per presbitero | diaconi | uomini    | donne     | parrocchie |
| ---- | ----------- | ----------- | ----------- | ---------- | ---------- | ---------- | ------------------------- | ------- | --------- | --------- | ---------- |
| 1950 | 1.450       | 120.000     | 1,2         | 8          |            | 8          | 181                       |         | 11        | 33        | 3          |
| 1969 | 9.979       | 700.000     | 1,4         | 13         |            | 13         | 767                       |         | 22        | 93        | 7          |
| 1978 | 15.000      | 970.000     | 1,5         | 6          |            | 6          | 2.500                     |         | 6         | 95        | 1          |
| 1990 | 8.000       | 1.827.000   | 0,4         | 6          |            | 6          | 1.333                     |         | 6         | 70        | 1          |
| 1999 | 15.000      | 2.147.000   | 0,7         | 6          |            | 6          | 2.500                     |         | 6         | 40        | 1          |
| 2000 | 15.000      | 1.048.500   | 1,4         | 6          |            | 6          | 2.500                     |         | 6         | 36        | 1          |
| 2001 | 7.000       | 1.048.500   | 0,7         | 7          | 1          | 6          | 1.000                     |         | 6         | 34        | 5          |
| 2002 | 4.000       | 1.048.500   | 0,4         | 5          | 1          | 4          | 800                       |         | 4         | 37        | 5          |
| 2003 | 4.000       | 1.485.500   | 0,3         | 5          | 1          | 4          | 800                       |         | 4         | 37        | 5          |
| 2004 | 4.000       | 1.048.500   | 0,4         | 6          | 1          | 5          | 666                       |         | 5         | 37        | 5          |
| 2007 | 4.000       | 1.142.000   | 0,4         | 5          |            | 5          | 800                       |         | 5         | 35        | 5          |
| 2010 | 6.000       | 1.230.000   | 0,5         | 6          |            | 6          | 1.000                     |         | 6         | 34        | 6          |
| 2014 | 6.000       | 1.388.000   | 0,4         | 4          |            | 4          | 1.500                     |         | 4         | 12        | 5          |
| 2017 | 500         | 1.451.550   | 0,0         | 2          |            | 2          | 250                       |         | 2         |           | 2          |
| 2020 | 515         | 1.502.430   | 0,0         | 3          |            | 3          | 171                       |         | 3         |           | 4          |
| 2022 | 530         | 1.535.000   | 0,0         | 5          |            | 5          | 106                       |         | 5         |           | 6          |